# Tour Foubert
Pour les articles homonymes, voir Foubert.
La tour Foubert était une ancienne tour fortifiée située dans la commune française de Tours dans le Vieux-Tours (département d'Indre-et-Loire, région Centre-Val de Loire), aux numéros 3, rue Boucicaut et 6, 8 rue de Jérusalem.
L'escalier en bois de la tour fait l’objet d’une inscription au titre des monuments historiques depuis 1948 mais la tour est abattue en 1958 ; l'escalier est en partie conservé à Paris à l'hôtel de Cluny.

## Historique et architecture

OpenSteetMap.Localisation de la tour Foubert.

La date de construction de la tour n'est pas attestée, mais le style architectural de son dernier étage non remanié (arcs brisés reposant des chapiteaux à demi engagés) la rapproche des édifices construits à la fin du XIIe ou au tout début du XIIIe siècle. L'édifice, dont les murs sont épais de 1,66 m, a peut-être servi de défense avancée à l'enceinte de Châteauneuf, mais rien ne permet de l'affirmer. Une autre hypothèse, qui en fait une construction à l'initiative des habitants de Châteauneuf opposés au chapitre de Saint-Martin, ne repose, elle non plus, sur aucune preuve. En 1323 elle rentre dans les possessions de  collégiale Saint-Martin.
Réaménagée en habitations au XVIIe siècle, elle prend le nom de Maison de la Tabagie après avoir abrité un jeu de paume ; elle appartient au fief de Sainte-Maure. C'est à ce titre qu'elle est vendue comme bien national le 5 décembre 1791. Elle comprend alors trois étages au-dessus du rez-de-chaussée, mais elle a pu être plus élevée dans sa configuration initiale. Le départ d'un escalier en bois sculpté du XVIIe siècle, qui représente les armes de saint Martin, est visible à son rez-de-chaussée.
| Image externe | |
|               | La tour Foubert en cours de démolition sur L'inventaire général du patrimoine culturel Centre-Val de Loire |

La tour Foubert est partiellement inscrite comme monument historique le 1er juin 1948 mais elle est démolie sans étude préalable en 1958 à la suite de son effondrement dans le cadre du réaménagement de l'îlot urbain dans lequel elle se trouve : la rue Boucicaut (ancienne rue des Crapauds), qui la bordait, disparaît.

## Pour en savoir plus